# Makapansgat

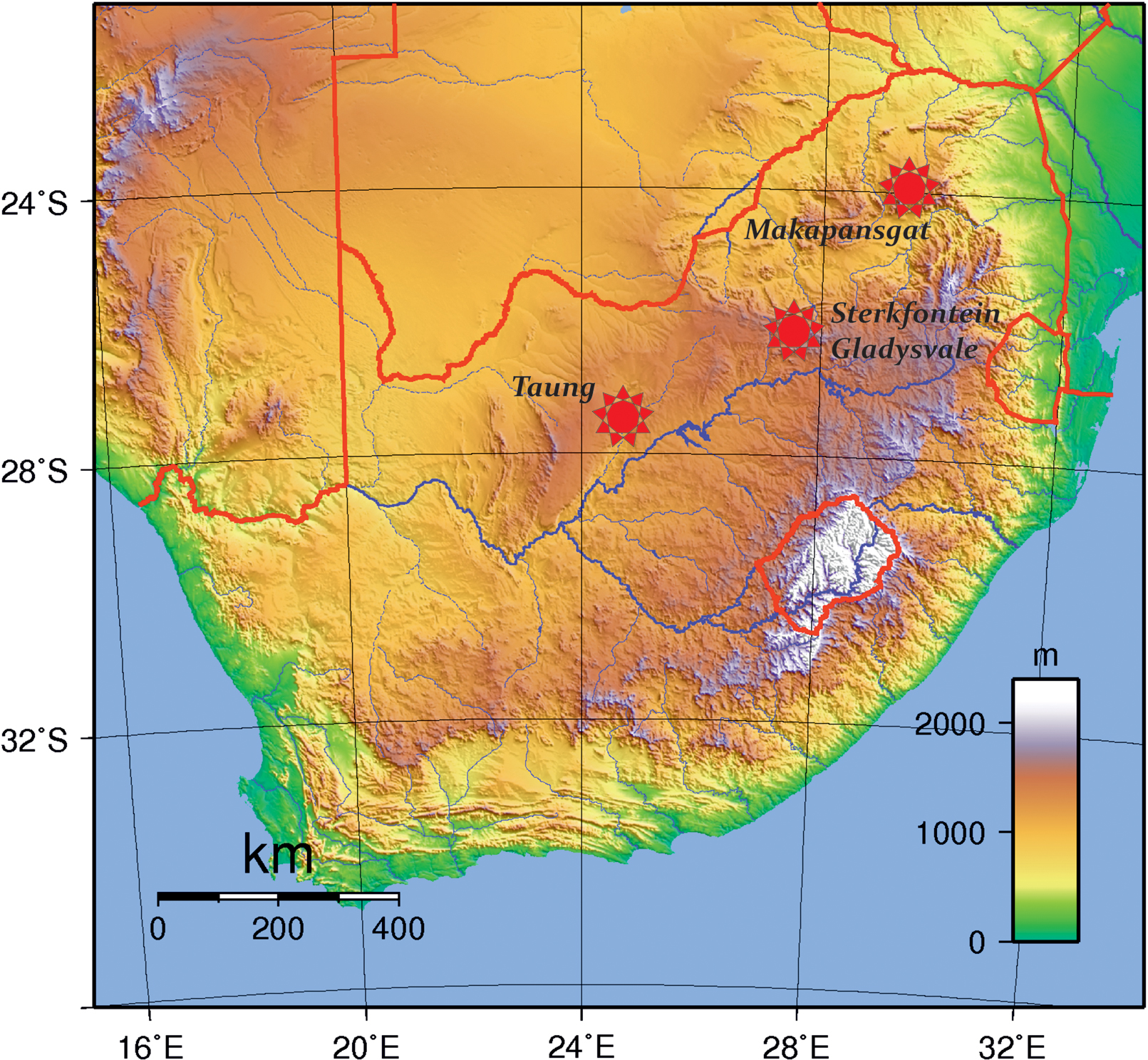
Makapansgat na mapě jižní Afriky

Makapansgat (též Makapanovo údolí) je soustava krasových jeskyní, nacházející se ve stejnojmenném údolí v kraji Limpopo v Jihoafrické republice, nedaleko města Mokopane (dříve Potgietersrus). Od roku 2005 je součástí významné paleoantropologické a archeologické oblasti zvané Kolébka lidstva, patřící ke světovému dědictví UNESCO.
Nejstarší a ve světě nejznámější je místo původního lomu na travertin (Limeworks Cave), v němž byly zachyceny ostatky homininů druhu Australopithecus africanus. V okolí se ale nachází i množství dalších jeskyní, dokumentujících vývoj oblasti v době kamenné a železné. Současně se jedná o místa, těsně spjatá i s nedávnou historií oblasti.

## Dějiny výzkumu

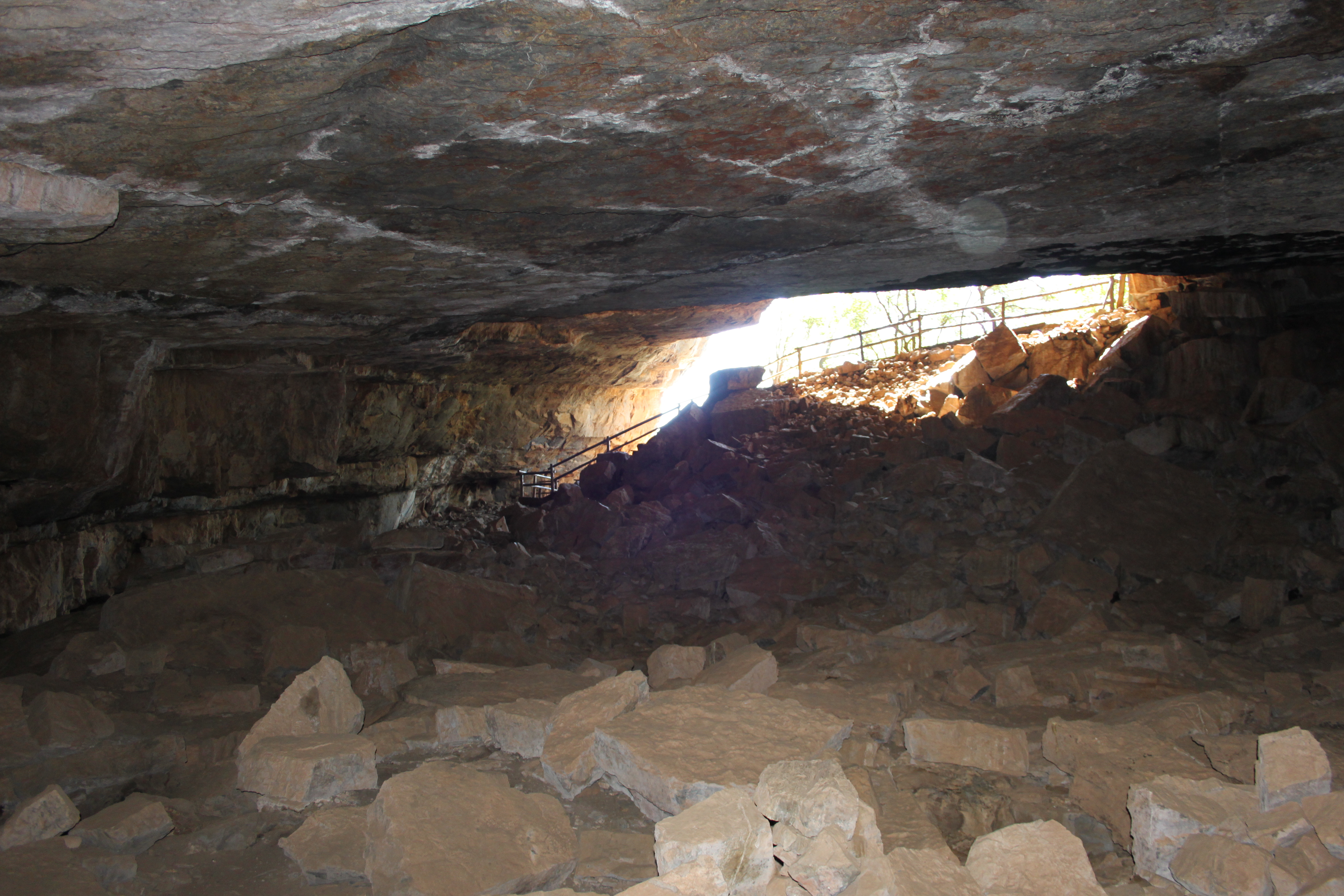
Jedna z krasových jeskyní v Makapanově údolí

Stejně jako v ostatních krasových jeskyních v jižní Africe se i v Makapansgat na počátku 20. století (asi v letech 1908-1936) těžil travertin. Místní učitel Wilfred Eitzman si ve 20. letech 20. století povšiml fosilií, které byly těžbou odhalovány. Upozornil na ně R. A. Darta a současně mu odeslal vzorky nálezů. Dart ve zlomcích brekcie objevil mimo jiné zčernalé kosti obratlovců. Chemická analýza prokázala zvýšený obsah volného uhlíku, což vedlo Darta k názoru, že kosti byly záměrně spáleny. Na místo se ale nevydal.
Robert Broom navštívil Makapansgat v roce 1936, ale vzhledem ke značné vzdálenosti od Pretorie ani on výzkumy nezahájil.
V červnu roku 1937 zkoumal C. Van Riet Lowe nedalekou jeskyni Cave of Hearths (Jeskyně ohnišť), v níž zachytil množství kamenných nástrojů. Již v lednu zde přitom objevil popelovitou vrstvu, kterou pokládal za pozůstatky ohnišť, což dalo jeskyni jméno.
V červnu roku 1945 pak P. V. Tobias na popud Roberta Brooma uspořádal první ze série studentských expedic do údolí Makapan. Cílem se stala Cave of Hearths, kde byly nalezeny další kamenné nástroje. Zkoumáno však bylo i místo původního lomu (Limeworks Cave), odkud byly získány ostatky paviánů, turovitých i koňovitých. Výprava prokázala, že Makapansgat je z hlediska paleontologie a archeologie velmi slibným místem, a proto se expedice v letech 1945-1947 ještě pětkrát opakovala. Jedné z nich se na přelomu května a června roku 1946 zúčastnil i Raymond Dart. Místu se ale začal plně věnovat až v roce 1947, kdy tu James Kitching zachytil mozkovnu australopitéka. Výzkumy v Makapansgat poté vedl až do roku 1966 a během té doby odhalil další vzorky homininů. Předpokládal, že právě australopitékové opálili zvířecí kosti, které obdržel již ve 20. letech od učitele Eitzmana. Nalézané ostatky homininů proto s odkazem na bájného řeckého hrdinu Prométhea pojmenoval jako Australopithecus prometheus.  Později však bylo prokázáno, že černé skvrny na kostech zvířat způsobila příměs manganu ve stěnách jeskyně, zatímco zvýšený obsah uhlíku zapříčinily odstřely dynamitem v době těžby travertinu. Asi od poloviny 60. let jsou nálezy australopitéků z Makapansgat řazeny do druhu A. africanus.
V roce 1947 začal také velký systematický výzkum jeskyně Cave of Hearths, který ukončily stejně obsáhlé publikace. V současnosti tak toto místo představuje patrně nejlépe dokumentovanou lokalitu v jižní Africe.

## Geologie

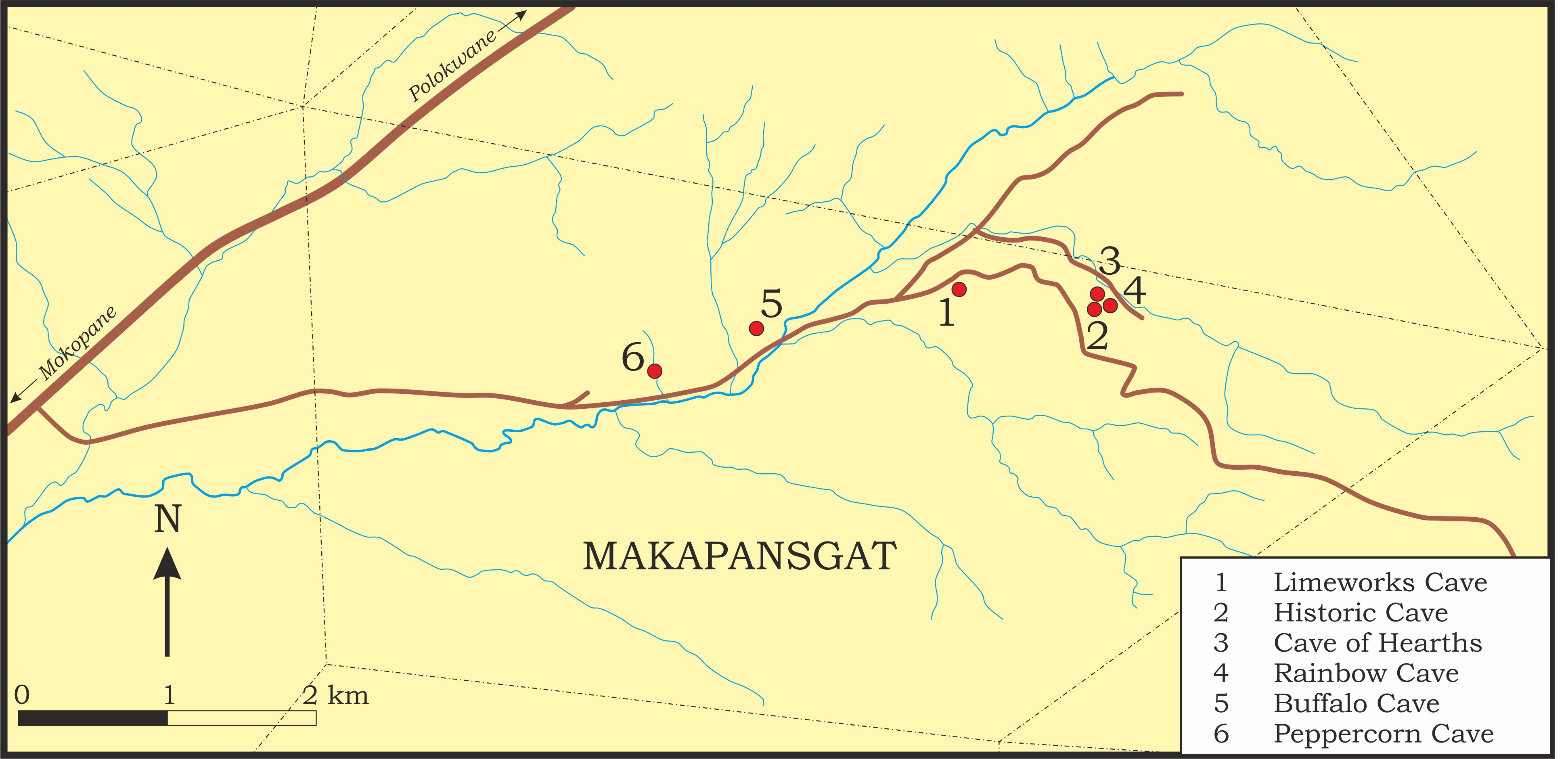
Plán farmy Makapansgat s vyznačením nejvýznamnějších jeskyní

V oblasti se nachází tři hlavní jeskyně – Limeworks Cave, Cave of Hearths a Historická (též Makapanova) jeskyně, stejně jako množství menších dutin. 

### Makapansgat Limeworks Cave
Sedimenty v této jeskyni jsou nejstarší v celém údolí – pocházejí z doby zhruba před 1,6 – 3,7 milionu let. Bylo v nich nalezeno přes 50 000 kusů velmi dobře dochovaných ostatků živočichů. Ačkoliv v jižní Africe existují i bohatší lokality, nálezy z Makapansgat vyčnívají především svou různorodostí, tedy širokým spektrem nalézaných druhů zvířat. Mezi nimi bylo zjištěno také 29 vzorků druhu A. africanus, představujících pozůstatky nejméně 10 jedinců.
Dataci usazenin a v nich obsažených nálezů ztěžuje fakt, že početné krasové útvary rozdělily jeskyni na množství menších dutin. Ty byly po propadu stropu samostatně zaplněny, takže vztahy jednotlivých vrstev zůstávají nejasné. Sedimenty v celé jeskyni byly rozděleny na 5 jednotek (Member 1 – Member 5), přičemž ostatky australopitéků pocházejí z jednotky 3. Jejich stáří se obvykle udává asi na 2,5-3 miliony let.

### Jeskyně ohnišť (Cave of Hearths)
Cave of Hearths (Jeskyně ohnišť) představuje unikátně kompletní záznam kontinuálního lidského osídlení od starší doby kamenné až do doby železné (cca 220 tisíc let). Nalezené ostatky člověka druhu Homo sapiens mohou představovat nejstarší zástupce moderních lidí v jižní Africe.

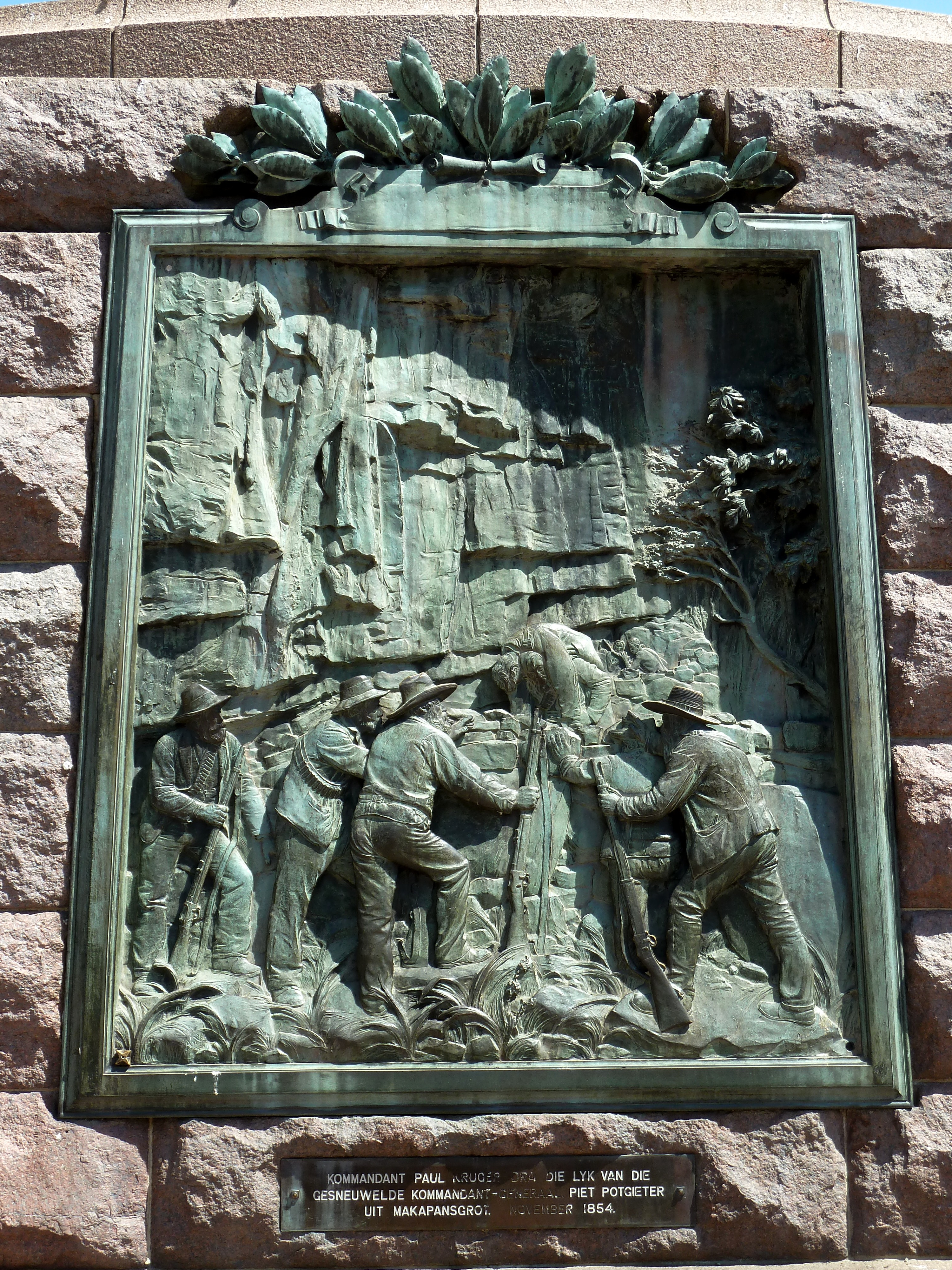
Scéna z obléhání jeskyně roku 1854 na památníku Paula Krugera v Pretorii

### Historická (Makapanova) jeskyně
Jeskyně se nachází v těsném sousedství Cave of Hearths a vydává nálezy z doby železné. Je známá především jako místo střetu búrských oddílů s místními obyvateli kmene Kekana. Po předchozích sporech se kmenový vůdce Makapan (Mokopane) společně s většinou svých lidí a také s dobytkem ukryl do jeskyně, kde zůstali téměř měsíc (25. října – 21. listopadu 1854), než bylo místo dobyto. V roce 1936 byla Historická jeskyně uznána za národní památník.

### Fíkovníková jeskyně (Ficus Cave)
Fíkovníková jeskyně získala jméno podle kořenů druhu Ficus ingens, které zakrývají vstup do jeskyně. Uvnitř se nachází podzemní jezírko a udržuje se tu i velká kolonie netopýrů. Výplň jeskyně vydává nálezy z doby železné i pozůstatky z 19. století. Svahy kolem jeskyně nesou stopy původních terasových úprav z doby železné.

### Duhová jeskyně (Rainbow Cave)
Nachází se přímo pod Historickou jeskyní. Jsou zde nalézány artefakty střední doby kamenné a kultury Piertersburg (stáří 50-100 tisíc let).
Z dalších jeskyní je třeba jmenovat:
- Buffalo Cave
- Cold Air Cave
- Gutentight Cave
- Katzenjammer Cave
- Murzel's Cave
- Peppercorn Cave

## Paleontologie

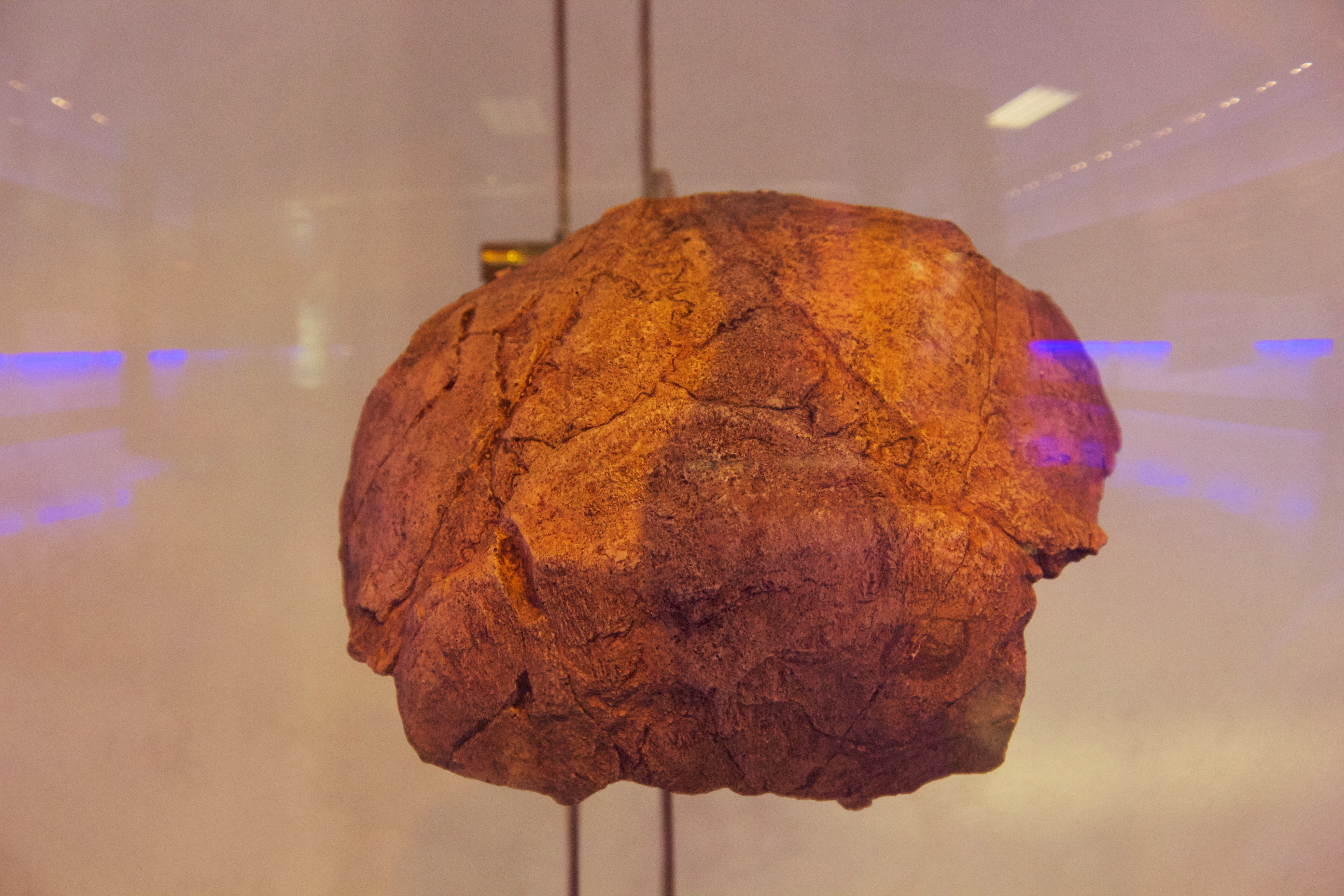
Mozkovna A. africanus (MLD 1)

Pro paleontology je významné především místo původního travertinového lomu (Limeworks Cave). Ačkoliv zde bylo nalezeno mnoho tisíc kostí různých živočichů, zájem budí zejména nálezy australopitéků. Do současnosti bylo zachyceno celkem 32 vzorků těchto homininů, jedná se tedy jen o mizivou část všech nálezů, mnohem početnější jsou ostatky turovitých, případně prasatovitých či paviánů.

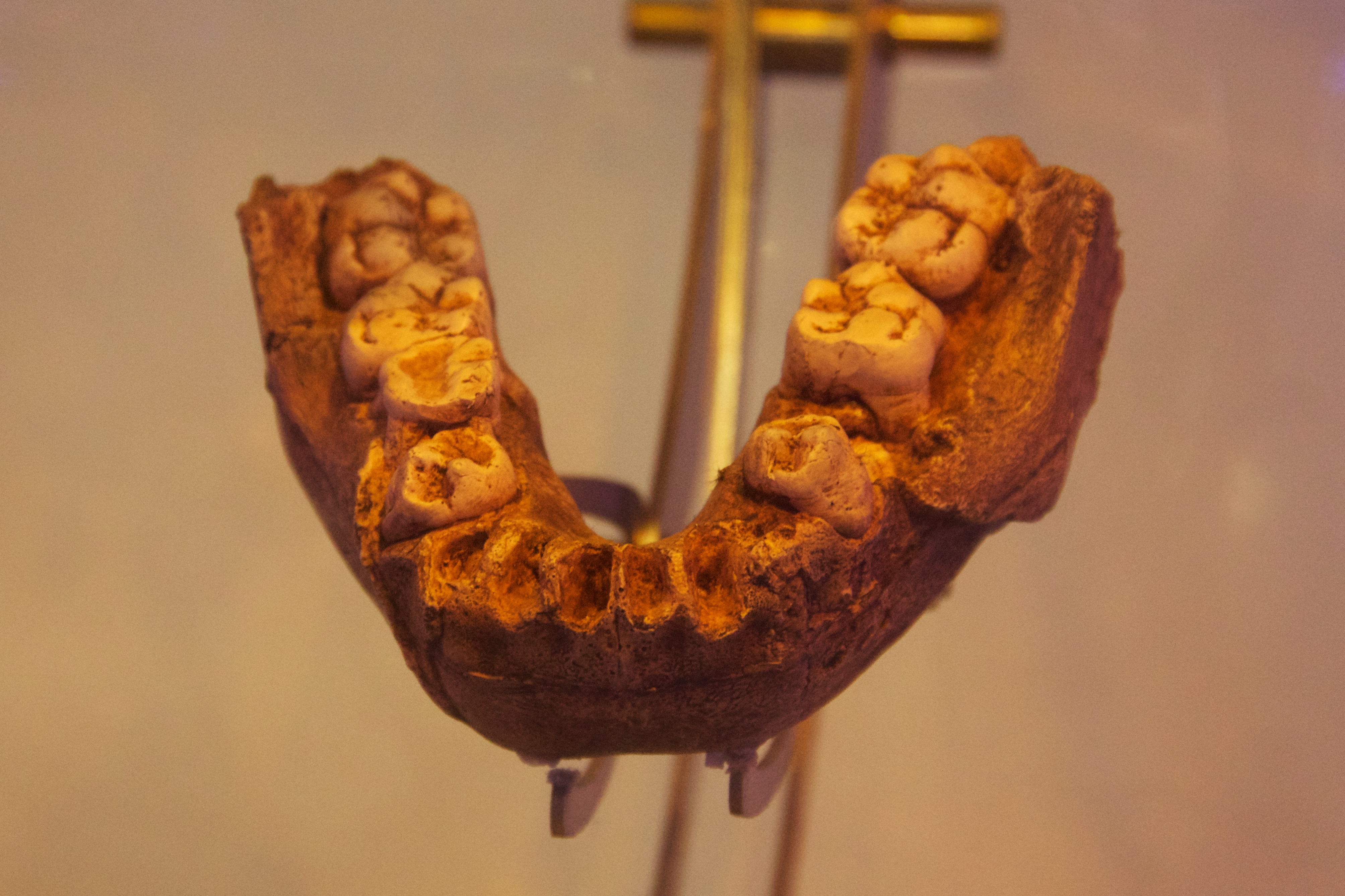
Dolní čelist A. africanus (MLD 2)

Kosti se v jeskyni nahromadily v důsledku lovecké aktivity masožravců, přičemž nejvýraznějším původcem jsou podle stop okusu na kostech zřejmě hyeny (snad vyhynulá Hyena makapani) a v menší míře i dikobrazi. Méně početné ostatky z jednotky (Member) 4 na místo zanesli spíše leopardi a draví ptáci. K hromadění kostí v jeskyních mohly přispět i přírodní procesy, například splachování zeminy z povrchu při větších deštích. Na rozdíl od původních názorů R. A. Darta však nelze předpokládat, že by se o koncentraci zvířecích kostí v jeskyni výrazně přičinili australopitékové.

## Archeologie
Na základě nálezů poškozených ostatků kostí zvířat z Makapansgat Raymond Dart formuloval tzv. osteodontokeratickou kulturu australopitéků – nástroje z kostí, zubů a rohů, sloužící k zabití a porcování kořisti. Později se však ukázalo, že se jedná o kosti poškozené přírodními procesy nebo činností masožravců a že australopitékové byli spíše býložraví.
Již Wilfred Eitzman si při prvních obhlídkách jeskyně povšiml zvláštního oblázku červenohnědého jaspisu, který připomíná lidskou tvář. Jedná se s určitostí o přírodně vymodelovaný kámen, ovšem je pravděpodobné, že do jeskyně jej donesli právě australopitékové, když je zaujal svým vzhledem. Ložiska takového kamene se totiž nachází ve značné vzdálenosti od jeskyně. Pokud je tomu tak, představuje oblázek jeden z prvních dokladů symbolického myšlení, tolik typického pro lidi.

## Paleoekologie

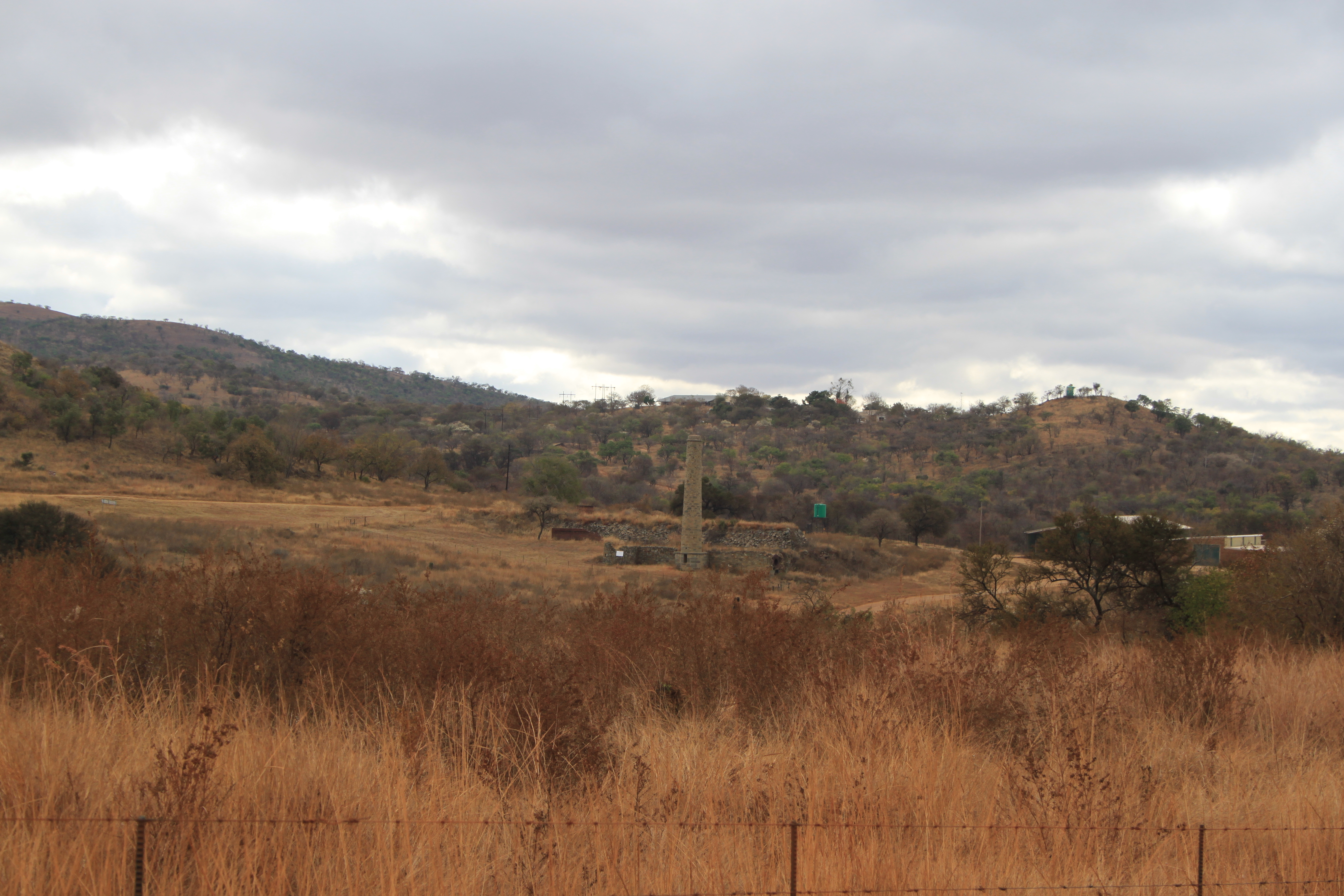
Současná krajina v údolí Makapan

Před 2-3 miliony let (v době přítomnosti australopitéků) pokrýval údolí Makapan poměrně hustý subtropický les s dostatkem vláhy, v okolí však zřejmě obklopený sušší otevřenou travnatou krajinou. Na existenci křovin a hustších lesních porostů ukazuje poměrně velký podíl kostí plodožravých a stromových živočichů. Ostatky vodních živočichů naznačují přítomnost řeky a záplavových území, lužního lesa. Vlhkému teplému podnebí odpovídá i poměrně masivní vrstva sintru, pokrývajícího stěny a strop jeskyní. O tom, že les mohl být jen ostrůvkem v jinak otevřené krajině svědčí i fakt, že hyeny, považované za hlavního původce kosterních nálezů v jeskyních, loví především v otevřených prostorách.
Nálezy zvířecích kostí v mladších vrstvách naznačují postupný úbytek srážek i lesních porostů ve prospěch travnatých plání. Málo početné ostatky z nejmladší jednotky (Member 5) pak již dokládají výrazně suché, otevřené prostředí, podobné dnešní krajině. Zastoupení vodních druhů zvířat však ukazuje na přetrvávající vlhká či bažinatá místa.